# Compagnia del Salvatore
La Compagnia del Salvatore (in spagnolo Compañía del Salvador; sigla C.S.) è un istituto religioso femminile di diritto pontificio.

## Storia
La congregazione fu fondata verso il 1931 a Barcellona da María Félix Torres allo scopo di influire apostolicamente nel mondo universitario: la vita comune iniziò nel 1940 con l'approvazione dell'amministratore apostolico di Barcellona, Miguel de los Santos Díaz Gómara.
La comunità fu eretta in pia unione il 13 giugno 1944 e il 31 gennaio 1952 il vescovo Gregorio Modrego Casaús procedette all'erezione canonica della pia unione in congregazione.

## Attività e diffusione
Le suore si dedicano all'apostolato tra la gioventù, specialmente universitaria.
Oltre che in Spagna, sono presenti in Benin, Stati Uniti d'America, Venezuela; la sede generalizia è a Madrid.
Alla fine del 2015 l'istituto contava 76 religiose in 10 case.